# Queen of Blood
Regina Sângelui (titlu original: Queen of Blood) este un film american SF de groază din 1966 distribuit de American International Pictures și regizat de Curtis Harrington care a conceput acest film B cu imagini din filmele sovietice Mechte Navstrechu și Nebo Zovyot. A fost lansat împreună cu filmul AIP Blood Bath. În rolurile principale joacă actorii John Saxon, Basil Rathbone, Judi Meredith și Dennis Hopper.

## Prezentare
După ce extratereștrii au contactat Pământul prin radio pentru a informa oamenii de vizita lor iminentă,  nava lor spațială ambasador se prăbușește pe planeta Marte. Astronauții înărcinați cu o misiune de salvare recuperează doar o singură supraviețuitoare cu pielea de culoare verde - o femeie cu un apetit nesățios ca de vampir.

## Distribuție
- John Saxon ca Allan Brenner
- Basil Rathbone ca Dr. Farraday
- Judi Meredith ca Laura James
- Dennis Hopper ca Paul Grant
- Florence Marly ca Regina extraterestră
- Robert Boon ca Anders Brockman
- Don Eitner ca Tony Barrata
- Forrest J Ackerman ca Consilierul lui Farraday

## Vezi și
- Listă de filme de groază din 1966
- Listă de filme științifico-fantastice din anii 1960